# Han Gong-ju
Han Gong-ju ist ein Independentfilm des südkoreanischen Regisseurs Lee Su-jin aus dem Jahr 2013 mit Chun Woo-hee in der Hauptrolle. Der Film feierte seine Premiere auf dem Busan International Film Festival am 4. Oktober 2013 und wurde dort mit dem CGV Movie Collage Award und dem Citizen Reviewers’ Award ausgezeichnet. Es ist der erfolgreichste südkoreanische Independentfilm mit 225.580 Kinobesuchern.

## Handlung
Han Gong-ju wird auf eine neue Schule geschickt und lebt von da an bei der Mutter ihres Lehrers, wobei die genauen Umstände zunächst unklar bleiben. So fragt sich auch Frau Lee, bei der Gong-ju leben soll, ob sie nicht etwas Schlimmes getan hat. Ihr Sohn versichert ihr aber, dass dem nicht so sei.
Im Schwimmbad wird Gong-jus Mitschülerin Eun-hee auf ihr Gesangstalent aufmerksam. Eun-hee beobachtet sie beim Singen unter der Dusche und nimmt dieses mit ihrem Smartphone auf. Als Eun-hee es Gong-ju vorspielt und fragt, ob sie nicht der Gesangsgruppe in der Schule beitreten möchte, reagiert Gong-ju abweisend und fordert Eun-hee auf, das Video zu löschen. Eun-hee versucht sich mit Gong-ju anzufreunden und bringt sie letzten Endes dazu, dem A-cappella-Klub beizutreten, jedoch möchte diese noch immer nicht, dass jemand Videos von ihr macht.
Durch Rückblicke erfährt der Zuschauer, warum Gong-ju so reagiert. Als sie einem Freund helfen wollte, wurde sie in ihrer eigenen Wohnung von 43 Jungen vergewaltigt, während die Täter dies filmten.
Als eines Tages ihr Vater anruft bittet dieser sie, etwas zu unterschreiben. Sie merkt jedoch schnell, dass dies ein Fehler war. Plötzlich tauchen während des Unterrichts die Eltern der Vergewaltiger auf und drängen Gong-ju, Papiere zu unterschreiben mit denen die angeklagten Söhne entlastet werden sollen. Gong-ju läuft davon, doch alle ihre Mitschüler finden nun schnell heraus, wer sie wirklich ist. Der Film endet damit wie Gong-ju von einer Brücke springt.
Im Hintergrund hört man eine Stimme, die Gong-ju fragt, warum sie unbedingt schwimmen lernen will. Gong-jus lautet: „Falls ich meine Meinung ändere.“

## Hintergrund
Der Film wurde inspiriert vom Miryang-Vergewaltigungsfall im Jahr 2004 bei dem ein 14-jähriges Schulmädchen und später auch ihre jüngere Schwester und Cousine von 41 Jungen über ein Jahr lang regelmäßig vergewaltigt wurden. Der Fall sorgte auch aufgrund des Fehlverhaltens der Polizei für viel öffentliches Aufsehen. So wurde den Opfern verwehrt, mit einem weiblichen Polizisten, anstatt eines männlichen zu sprechen.

## Auszeichnungen
- Busan International Film Festival 2013
  - CGV Movie Collage Award
  - Citizen Reviewers’ Award

- Marrakech International Film Festival 2013
  - Goldener Stern

- International Film Festival Rotterdam 2014
  - Tiger Award

- Deauville Asian Film Festival 2014
  - Preis der Jury
  - Critics’ Prize
  - Audience Award

- Fantasia International Film Festival 2014
  - Audience Award, Best Asian Film – Silver

- Internationales Filmfestival Schlingel
  - Jugendfilmpreis

- Internationales Filmfestival Freiburg
  - Regard d’or

- Director’s Cut Awards 2014
  - in der Kategorie beste Nachwuchsdarstellerin für Chun Woo-hee
  - in der Kategorie bester Independentfilm-Regisseur für Lee Su-jin

- Korean Association of Film Critics Awards 2014
  - in der Kategorie beste Schauspielerin für Chun Woo-hee
  - in der Kategorie bestes Drehbuch für Lee Su-jin
  - Critics’ Top 10

- Blue Dragon Award
  - in der Kategorie beste Schauspielerin für Chun Woo-hee
  - in der Kategorie bester neuer Regisseur für Lee Su-jin

- Wildflower Film Awards 2015
  - Grand Prize
  - in der Kategorie beste Schauspielerin für Chun Woo-hee